# Cochemiea phitauiana
Cochemiea phitauiana ist eine Pflanzenart aus der Gattung Cochemiea in der Familie der Kakteengewächse (Cactaceae). Das Artepitheton phitauiana verweist auf die US-amerikanische Studentenverbindung Phi Kappa Tau der der Erstbeschreiber Edgar Martin Baxter angehörte.

## Beschreibung
Cochemiea phitauiana wächst von der Basis her sprossend und bildet dabei kleine Gruppen aus. Die zylindrisch geformten Triebe sind graugrün. Sie werden bis zu 25 Zentimeter hoch mit einem Durchmesser von 3 bis 6 Zentimeter. Die Wurzeln sind strangartig angeordnet. Die konisch geformten von der Basis her vierseitigen Warzen sind gekielt und ohne Milchsaft. Die Axillen sind mit zirka 20 Borsten besetzt. Die 4 Mitteldornen sind gerade, weiß mit dunkler Spitze und nur 4 bis 6 Millimeter lang. Im Jugendstadium wurde häufig ein gehakter Mitteldorn beobachtet. Die 24 Randdornen sind weiß und borstenartig. Sie sind 4 bis 12 Millimeter lang.
Die weißen Blüten sind 1,2 bis 1,5 Zentimeter im Durchmesser groß und ebenso lang. Die kugeligen oder keuligen Früchte sind rot und bis zu 1 Zentimeter lang. Sie enthalten schwarze Samen.

## Verbreitung, Systematik und Gefährdung
Cochemiea phitauiana ist im mexikanischen Bundesstaat Baja California Sur verbreitet.
Die Erstbeschreibung erfolgte 1931 als Neomammillaria phitauiana durch Edgar Martin Baxter. Alexander Borissovitch Doweld stellte die Art im Jahr 2000 in die Gattung Cochemiea. Weitere nomenklatorische Synonyme sind Mammillaria phitauiana (E.M.Baxter) Werderm. (1931), Ebnerella phitauiana (E.M.Baxter) Buxb. (1951), Chilita phitauiana (E.M.Baxter) Buxb. (1954) und Mammillaria dioica f. phitauiana (E.M.Baxter) Neutel. (1986).
In der Roten Liste gefährdeter Arten der IUCN wird die Art als „Least Concern (LC)“, d. h. als nicht gefährdet geführt.

## Nachweise